# 토즈카 요시후미
토즈카 요시후미(일본어: 戸塚 慶文 토즈카 요시후미[*], 1989년 8월 5일 ~ )는 일본의 만화가이다.
2013년 슈에이샤 제 78회 점프 트레저 신인만화상에 준입선으로 수상했다. 2024년 현재, 주간 소년 점프 2020년 8호에서 언데드 언럭을 연재중이다.

## 내력
2013년, 24세 때에 「우주 관광 씨아크」로 제78회 트레져 신인 만화상 준입선을 수상한다. (심사원: 후루다테 하루이치)  「주간 소년 점프」 2019년 9호에 독파 「언데드 언럭」이 게재, 2020년 8호부터 「언데드 언럭」의 타이틀로 연재하고 있다.
어릴 때부터 점프를 애독해 고교 시절부터 편집부에 반입했다. 수상 후에는 좀처럼 데뷔 하지 못해 고민하던 시기도 있지만, 30세가 넘어서야 「언데드 언럭」으로 첫 연재를 쟁취한다. 이 작품은 아낌없는 출발 대시로 독자의 화제를 모았다.
인터뷰에 따르면, 오랜 독자였던 경험을 살려 점프에서의 생존 전략을 계산하고 다른 작품에 묻히지 않도록 속도감을 높여 각 이야기의 밀도를 높여 나갔다고 한다. 또한, "힘든 처지의 사람도, 모두 긍정하고 싶다는 생각으로 이 작품을 그리고 있습니다"라고 코멘트하고 있다.
2021년, TBS계열 프로그램 『가방 들게 해주세요!』에서 목소리만 출연했다. 일터가 공개된 것 외에 시바타 히데츠구 (언터처블)에게 모자이크 톤의 처리나 아오리의 고안을 맡기는 모습이 방송되었다.
2022년, 데이비드 프로덕션 제작에 의한 「언데드 언럭」의 TV 애니메이션화가 발표되서 2023년 10월부터 방영을 시작했다.

## 인물
취미·특기는 유☆희☆왕 오피셜 카드 게임과 격투 게임이다. 스트리트 파이터 V에서 주로 사용하는 캐릭터는 제쿠. 스트리트 파이터 6 발매 후에는 킴벌리에서 랭크 매치에 도전한다는 취지를 선언하고, 단기간에 마스터 랭크에 도달했다. 또한 연재용으로써 격투임 만화를 제작한 적이 있어, 언젠가 복수하고 싶다고 말하고 있다.
좋아하는 만화 작품은 토가시 요시히로의 『헌터×헌터』이다. "이 만화가 대단하다! 2022"에서 " 마음속 깊은 곳에 항상 있는 만화"로서 선택하고 있다.잡지의 설문 중 "밤새 이야기할 수 있는 만화"에는  『드래곤볼』을, "나의 이 만화가 대단하다! 2022"에는 「게이밍 아가씨」를 들어, 세 개의 작품을 소개했다.
애니메이션 작품에서는 건담 시리즈와 『질풍! 아이언 리거』를 좋아한다고 한다. 게다가 토에이판『유☆희☆왕』의 극장판의 전달을 희망하고 있다.
게임 작품으로는 격투 게임 이외에 "그레이트 배틀" 시리즈와 "클래시 로얄"을 들고 있다.클래시 로얄은 작업을 하다 졸릴 때나 입욕 할 때를 제외하면, 틈틈이 플레이하고 있다.
기동전사 건담 시리즈의 팬이며, 좋아하는 건담 작품 베스트 3에 SD건담, 역습의 샤아, F91을 들고 있다.연재를 개시하고 나서 반년정도 경과했을 무렵에 계속 갖고 싶었던 SD건담의 DVDBOX를 구입해 작업중 계속 내보내고 있는 것을 보고한 것 외에,우연히 우주와 역습의 샤아, 섬광의 해서웨이등도 반복해서 시청하고 있다.초대 담당 편집자인 혼다 유키(本田佑行)로부터 SDX 기사 알렉스를 선물받았을때는 「아르가스를 갖추다!」라고 의욕을 보이고 있으며, 다음 해에는 나이트 건담과 사탄 건담을 재촉하고 있었다. 토즈카의 작품 내부에도 건담으로부터의 영향을 볼 수 있는 설정이나 작은 소재가 존재한다。

## 작품 목록

### 완결
- 우주 관광 씨아크 (『점프 NEXT!!』2014년 vol.2 게재) - 제78회 JUMP 트레저 신인만화상 준입선.
- 초중과금 뱅가드 (『점프 NEXT!!』2015년 vol.6 게재)
- 언데드 언럭 (『주간 소년 점프』2019년 9호 게재)

### 연재
- 언데드 언럭 ("주간 소년 점프" 2020년 8호) 기간 20권